# Liste der Kulturdenkmale in Rabenkirchen-Faulück
In der Liste der Kulturdenkmale in Rabenkirchen-Faulück sind alle Kulturdenkmale der schleswig-holsteinischen Gemeinde Rabenkirchen-Faulück (Kreis Schleswig-Flensburg) und ihrer Ortsteile aufgelistet (Stand: 14. April 2025).
Die Bodendenkmale sind in der Liste der Bodendenkmale in Rabenkirchen-Faulück aufgeführt.

## Legende
In den Spalten befinden sich folgende Informationen:
- Objekt-ID: die Nummer des Kulturdenkmales
- Lage: die Adresse des Kulturdenkmales und die geographischen Koordinaten. Kartenansicht, um Koordinaten zu setzen. In der Kartenansicht sind Kulturdenkmale ohne Koordinaten mit einem roten Marker dargestellt und können in der Karte gesetzt werden. Kulturdenkmale ohne Bild sind mit einem blauen Marker gekennzeichnet, Kulturdenkmale mit Bild mit einem grünen Marker.
- Offizielle Bezeichnung: Bezeichnung des Kulturdenkmales
- Beschreibung: die Beschreibung des Kulturdenkmales
- Bild: ein Bild des Kulturdenkmales

## Sachgesamtheiten
| Objekt-ID      | Lage                                      | Offizielle Bezeichnung | Beschreibung | Bild                             |
| -------------- | ----------------------------------------- | ---------------------- | --- | -------------------------------- |
| 48501 Wikidata | Karschau 10 (54° 37′ 28″ N, 9° 53′ 37″ O) | Dreiseithof Karschau   | Dreiseithof Karschau; letztes Viertel 19. Jh.; unmittelbar an der Schlei gelegene Angeliter Dreiseithofanlage, im Scheitel das ca. 1880 errichtete Wohnhaus, hofplatzbildend zwei seitliche Drempelscheunen unwesentlich späterer Bauzeit - Begründung: geschichtlich, Kulturlandschaft prägend - Schutzumfang: Wohnhaus, Stall, ehem. Stallscheune | BW                               |
| 40966 Wikidata | Kirchweg (54° 38′ 49″ N, 9° 51′ 18″ O)    | Kirche St. Marien      | Aktualisierung vorgesehen - Begründung: geschichtlich, künstlerisch, städtebaulich, Kulturlandschaft prägend - Schutzumfang: Kirche St. Marien mit Ausstattung, Kirchhof, Hauptpforte, Nebenpforte, Feldsteinwall, Baumkranz | weitere Fotos \| Fotos hochladen |

## Bauliche Anlagen
| Objekt-ID      | Lage                                            | Offizielle Bezeichnung            | Beschreibung | Bild                             |
| -------------- | ----------------------------------------------- | --------------------------------- | --- | -------------------------------- |
| 13660          | Arnisser Straße 5 (54° 38′ 27″ N, 9° 52′ 25″ O) | ehem. Schule                      | ehem. Schule; im Kern 1859 und 1874; traufständiger, eingeschossiger, weiß geschlämmter Ziegelmassivbau über zehn Achsen mit Halbwalmdach und außermittiger Quererschließung - Begründung: geschichtlich - Schutzumfang: gesamtes Äußeres, - Denkmaltyp: Bauliche Anlage | BW                               |
| 34556 Wikidata | Karschau 10 (54° 37′ 28″ N, 9° 53′ 39″ O)       | Wohnhaus                          | Wohnhaus; letztes Viertel 19. Jh.; eingeschossiger traufständiger Backsteinbau über neun Achsen, mit pfannengedecktem Halbwalmdach und Granitquadersockel, an beiden Längsseiten die mittleren drei Achsen zweigeschossig leicht vorgezogen und übergiebelt, hofseitig mit Mitteleingang und Freitreppe - Begründung: geschichtlich, Kulturlandschaft prägend - Schutzumfang: gesamtes Objekt - Denkmaltyp: Bauliche Anlage, Sachgesamtheit: Dreiseithof Karschau | BW                               |
| 3559 Wikidata  | Kirchweg (54° 38′ 49″ N, 9° 51′ 18″ O)          | Kirche St. Marien mit Ausstattung | Alteintragung (Aktualisierung vorgesehen) - Begründung: geschichtlich, künstlerisch, städtebaulich - Schutzumfang: gesamtes Objekt - Denkmaltyp: Bauliche Anlage, Sachgesamtheit: Kirche St. Marien | weitere Fotos \| Fotos hochladen |
| 3560 Wikidata  | Steenstraat 2 (54° 38′ 47″ N, 9° 50′ 59″ O)     | Pastorat von 1822                 | Pastorat; 1822, nach Plan von C. F. Hansen; eingeschossiger Gelbsteinbreitbau mit Granitsockel und reetgedecktem Halbwalmdach mit Knüppelfirst, nach Süden Mitteleingang mit Zwerchhaus; mit Pastoratsgarten und Zufahrtsallee (Eichen) - Begründung: geschichtlich, künstlerisch, Kulturlandschaft prägend - Schutzumfang: Pastorat von 1822, Zufahrtsallee (Eichen), Pastoratsgarten - Denkmaltyp: Bauliche Anlage                                              | Fotos hochladen                  |

## Teile von baulichen Anlagen
| Objekt-ID | Lage                                         | Offizielle Bezeichnung | Beschreibung | Bild |
| --------- | -------------------------------------------- | ---------------------- | --- | ---- |
| 42914     | Bundesstraße 34 (54° 39′ 25″ N, 9° 54′ 0″ O) |                        | Eingangsportal; um 1800; zweiflügelige reich geschnitzte Holz-Füllungstür mit klassizistischer Ornamentik, hölzerne Türrahmung mit Ädikulamotiv, flankierende Seitenlichter mit Zierversprossung, bekrönendes Bogenfeld mit hölzernem Korbbogen, Rosettenfenster und Akanthusranken - Begründung: geschichtlich, künstlerisch - Schutzumfang: gesamtes Objekt - Denkmaltyp: Teil einer baulichen Anlage | BW   |

## Gründenkmale
| Objekt-ID      | Lage                                          | Offizielle Bezeichnung | Beschreibung | Bild            |
| -------------- | --------------------------------------------- | ---------------------- | --- | --------------- |
| 6571           | Arnisser Straße (54° 38′ 16″ N, 9° 52′ 25″ O) | Doppeleiche            | Doppeleiche; 1898; zum 50-jährigen Jubiläum der Schleswig-Holsteinischen Erhebung gepflanzt; mit Gedenkstein - Begründung: geschichtlich, wissenschaftlich, städtebaulich - Schutzumfang: Doppeleiche, Gedenkstein - Denkmaltyp: Gründenkmal                          | Fotos hochladen |
| 22990 Wikidata | Bundesstraße (54° 38′ 48″ N, 9° 51′ 18″ O)    | Kirchhof               | Alteintragung (Aktualisierung vorgesehen) - Begründung: geschichtlich, Kulturlandschaft prägend - Schutzumfang: Kirchhof, Hauptpforte, Nebenpforte, Feldsteinwall, Baumkranz - Denkmaltyp: Gründenkmal, Sachgesamtheit: Kirche St. Marien                             | Fotos hochladen |
| 54341          | Steenstraat (54° 38′ 48″ N, 9° 50′ 42″ O)     | Doppeleiche            | ehem. Friedenseiche; 1871; zum 50-jährigen Jubiläum der Schleswig-Holsteinischen Erhebung zur Doppeleiche umgewidmet; mit Gedenkstein - Begründung: geschichtlich, wissenschaftlich, städtebaulich - Schutzumfang: Doppeleiche, Gedenkstein - Denkmaltyp: Gründenkmal | Fotos hochladen |

## Quelle
- Liste der Kulturdenkmale in Schleswig-Holstein – Kreis Schleswig-Flensburg

- Karte mit allen Koordinaten:
- OSM |
- WikiMap